# Dubiraphia bivittata
Dubiraphia bivittata is een keversoort uit de familie beekkevers (Elmidae). De wetenschappelijke naam van de soort werd in 1852 gepubliceerd door John Lawrence LeConte.